# Saare kommun
Saare kommun (estniska: Saare vald) är en kommun i Estland. Den ligger i landskapet Jõgevamaa, i den centrala delen av landet, 140 km sydost om huvudstaden Tallinn. Antalet invånare är 1110 och arean är 224,7 kvadratkilometer.
Kommunens centralort är Kääpa och det största samhället heter Voore.
Trakten ingår i den hemiboreala klimatzonen. Årsmedeltemperaturen i trakten är 5,8 °C. Den varmaste månaden är juli, då medeltemperaturen är 17,6 °C, och den kallaste är februari, med −5,0 °C.